# Xenobiotico
Si definisce con il termine xenobiotico (dal greco composto da ξένος -η -ον "xènos -e -on" = straniero e βίος "bìos" = vita) una sostanza di qualsiasi tipo, di origine naturale o sintetica, estranea a un organismo. Essa può esplicare sia la funzione di farmaco sia di veleno tossico. Ad esempio gli antibiotici sono xenobiotici in quanto non sono prodotti dall'organismo, e neanche ingeriti normalmente, e quindi ne sono estranei. Lo stesso si dica di etanolo, pesticidi, additivi alimentari. Queste sostanze creano problemi soprattutto se non vengono espulse rapidamente e la loro permanenza nel corpo è prolungata.
In genere sono accomunati dalla lipofilia e quasi totale assenza di cariche elettriche a pH fisiologico, cosa che ne facilita l'assorbimento, ma ne ostacola l'eliminazione: se manca una serie di enzimi che li trasforma in sostanze maggiormente polari, eliminabili per escrezione, si crea un effetto accumulo tossico dovuto a una prolungata permanenza e azione nell'organismo. Gli enzimi che catalizzano queste reazioni chimiche sono classificati in:
- fase I di funzionalizzazione;
- fase II di coniugazione (Meyer, 1996);
- fase III di deconiugazione o trasporto (Liska, 1998).

La maggior parte degli agenti chimici cancerogeni sono ad azioni indiretta, cioè necessitano di una reazione che li cambia in una sostanza diversa in grado di danneggiare il DNA. Gli enzimi di fase I, in particolare il sistema monossigenasico citocromo P450-dipendente, convertono gli agenti pre-cancerogeni in agenti cancerogeni.

## Etimologia
La parola deriva dal greco ξένος (xenos) = straniero e βίος (bios, vios) = vita.

## Metabolismo
Il metabolismo degli xenobiotici comprende tutta quella serie di passaggi che portano alla sua disattivazione ed escrezione. Uno xenobiotico viene per prima cosa assorbito tramite una serie di meccanismi (trasporto attivo, diffusione passiva, diffusione facilitata, filtrazione, endocitosi, ecc.) attraverso la membrana cellulare non solo nel tratto gastro-intestinale, ma anche in qualsiasi altro tessuto; viene quindi distribuito ai diversi organi tramite il circolo sanguigno legato, reversibilmente, alle proteine plasmatiche. 
Si può accumulare nei vari distretti (membrane e tessuto adiposo) e può causare effetti tossici qualora superi la soglia di tossicità.
Le reazioni di biotrasformazione avvengono soprattutto nel fegato (in misura minore anche a livello di polmone, rene, cute, ecc.) e hanno la funzione di aumentare la idrosolubilità dello xenobiotico evitandone l'accumulo e favorendone l'eliminazione. Questo si attua attraverso due fasi:
- REAZIONI DI FASE I o Fase di Funzionalizzazione, attuata attraverso i seguenti tipi di reazioni:

1. Reazioni di ossidazione: introducono nella molecola del farmaco nuovi gruppi idrofili e/o protici (come: OH, NH2, COOH, SH, ecc.). Il sistema enzimatico più diffuso per questo scopo è il citocromo P450.
2. Reazioni di idrolisi: liberano detti gruppi idrofili da eteri, esteri, ammidi, acetali, emiacetali, epossidi, ecc.
3. Reazioni di riduzione: meno diffuse, che possono generare alcuni di detti gruppi idrofili o protici.

- REAZIONI DI FASE II o Fase di Coniugazione, attuata attraverso i seguenti tipi di reazioni:

1. Reazioni di coniugazione: accoppiamento con piccole biomolecole ionizzabili o altamente idrofile, ad esempio: acido glucuronico, acido solforico, amminoacidi, glutatione;
2. Reazioni di coniugazione con bioreagenti apolari: metilazioni, acilazioni.

Una volta che lo xenobiotico è stato inattivato e reso nettamente idrofilo, è pronto per essere eliminato; quest'ultimo passaggio avviene tramite le vie più comuni come renale, biliare, fecale, essudativa.

## Trapianti di organi inter-specie
Il termine xenobiotico è anche utilizzato in riferimento a organi trapiantati da una specie a un'altra; si parla in questo caso di xenotrapianti. La disponibilità di organi è una problematica molto importante, a cui non si riesce ancora a far fronte; i ricercatori vedono come una possibile soluzione l'utilizzo di organi xenobiotici di origine suina, biologicamente simili a quelli umani. Per poter rendere praticabile questa soluzione è necessario trovare il modo di evitare il rigetto causato dalla risposta, da parte del sistema immunitario, a un corpo estraneo. La non appartenenza all'organismo è dimostrata dalla presenza di proteine di membrana esposte sulla superficie dell'organo, che sono specie-specifiche e quindi differenti nelle diverse specie. I linfociti endogeni si legano dunque a tali proteine, riconoscendole come molecole estranee, ed esplicano un'attività citotossica (direttamente o indirettamente) nei confronti di tali cellule.
Una soluzione in via di sperimentazione consiste nella creazione di maiali transgenici in cui non venga espresso il gene codificante per queste proteine di membrana. Una fase ulteriore per arrivare a eliminare completamente la reazione di rigetto sarebbe di associare al knock-out genico l'inserzione del corrispondente gene umano. Attualmente, in fase di studio, sono stati trapiantati in primati organi derivanti da maiali ingegnerizzati, che non esprimono il gene in questione; si è potuto osservare una diminuzione dei danni e un rallentamento del rigetto, il che lascia ben sperare per il futuro degli xenotrapianti.

## Xenobiotici nell'ambiente
Le sostanze xenobiotiche sono sostanze estranee all'ambiente nel quale vengono immesse e possono rappresentare un problema per i sistemi di trattamento delle acque reflue, dal momento che sono in gran numero, e ognuna presenterà in generale differenti problematiche per la rimozione.
Alcuni xenobiotici sono resistenti alla degradazione. Esempi possono essere gli organocloruri sintetici come plastiche e pesticidi, o prodotti chimici organici naturali come gli idrocarburi policiclici aromatici (IPA) e alcune frazioni di petrolio greggio e carbone.
Tuttavia, si ritiene che i microrganismi siano in grado di degradare quasi tutti i diversi xenobiotici complessi e resistenti presenti sulla Terra. Molti xenobiotici producono una varietà di effetti biologici, che vengono utilizzati nella caratterizzazione mediante saggio biologico. Prima che possano essere registrati per la vendita nella maggior parte dei paesi, i pesticidi xenobiotici devono essere sottoposti a un'ampia valutazione dei fattori di rischio, come ad esempio la tossicità per l'uomo, l'ecotossicità o la persistenza nell'ambiente. Ad esempio, durante il processo di registrazione, l'erbicida cloransulam-methyl è risultato essere caratterizzato da una degradazione relativamente rapida nel suolo.